# نیلوفر آبی کرکین

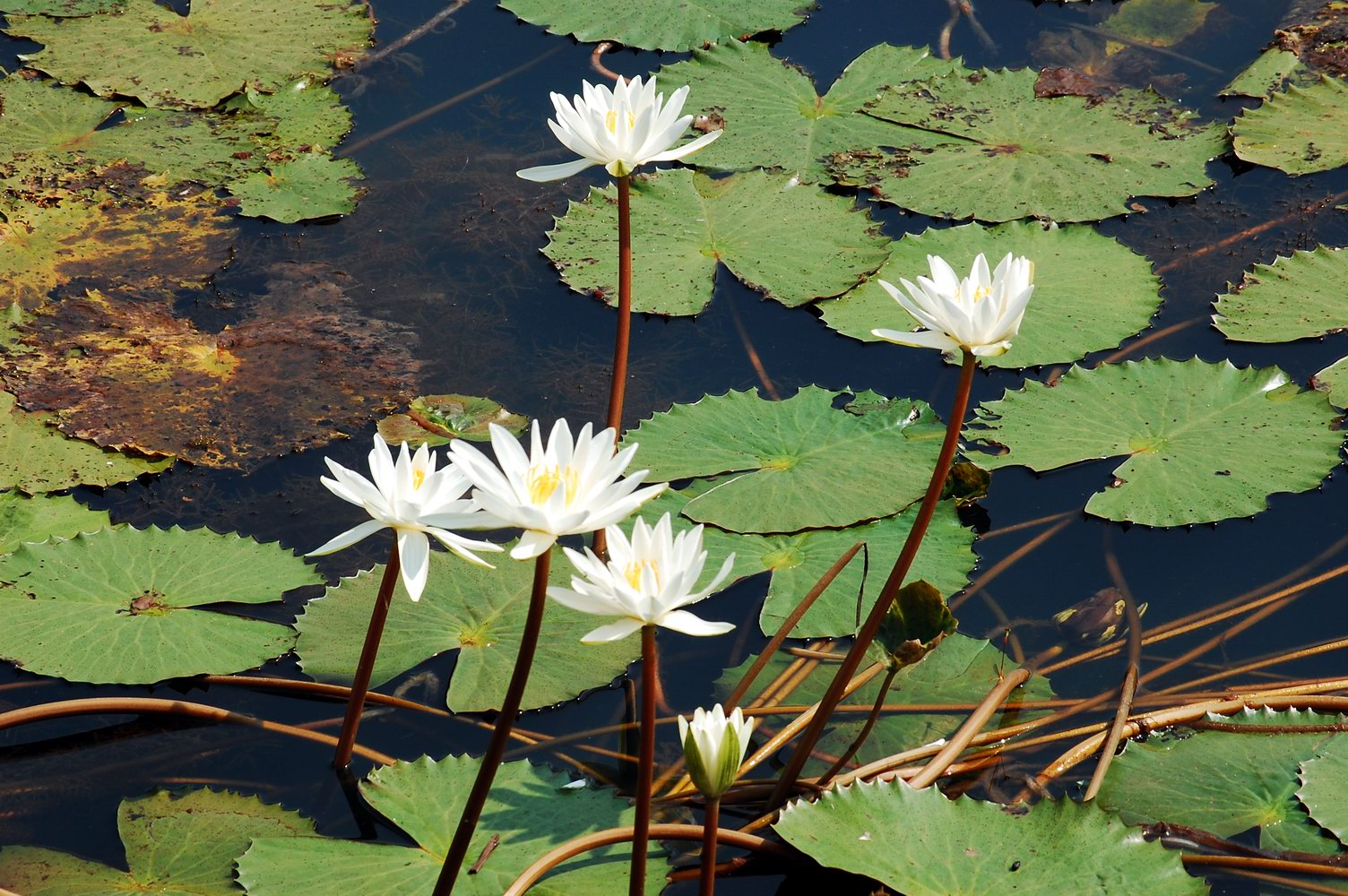
نیلوفر آبی کرکین

نیلوفر آبی کرکین (نام علمی: 'Nymphaea pubescens') یا (به انگلیسی: Hairy water lily) نام یک گونه نیلوفر آبی است.
نیمفائه پاب‌اسکنس گل ملی کشور بنگلادش است.